# Резолюция 199 на Съвета за сигурност на ООН
Резолюция 199 на Съвета за сигурност на ООН е приета на 30 декември 1964 г. по повод кризата в Република Конго (днес Демократична република Конго).
Изразявайки тревогата си от ситуацията и събитията в Република Конго, с Резолюция 199 Съветът за сигурност потвърждава суверенитета на страната и отбелязва усилията на Организацията за африканско единство за мирно уреждане на конфликта в Република Конго, за което тази организация, според убеждението на Съвета, трябва да има възможността да съдейства съгласно устава на ООН. Като взема предвид резолюцията на Организацията за африканско единство от 10 септември 1964 в частта ѝ, отнасяща се до наемниците, Съветът за сигурност предлага всички държави да се въздържат или да преустановят всякакво вмешателство във вътрешните дела на Република Конго и призовава за прекратяване на огъня в Република Конго и за изтегляне в най-кратки срокове на всички чужди наемници от нейната територия. Резолюцията моли Организацията за африканско единство да продължи да работи за мирното решаване на конфликта, а останалите държави – да ѝ оказват необходимото съдействие.
Резолюция 199 е приета с мнозинство от 10 гласа „за“ при един „въздържал се“ от страна на Франция.